# Escuts i banderes de la Costera
Els escuts i banderes de la Costera són el conjunt de símbols que representen els municipis d'aquesta comarca.
En aquest article s'hi inclouen els escuts i les banderes oficialitzats per la Generalitat Valenciana i els que se van aprovar per l'administració de l'Estat abans de les transferències a la Generalitat Valenciana, així com altres que no han estat oficialitzats.
Van ser oficialitzats o modificats per la Generalitat el escuts de Barxeta, Cerdà, Estubeny, la Font de la Figuera, el Genovés, la Granja de la Costera, Llanera de Ranes, la Llosa de Ranes, Moixent, Montesa, Rotglà i Corberà i Vallés.
Van ser oficialitzats per l'Estat els escuts de Llocnou d'en Fenollet, Novetlè i Vallada.
No tenen l'escut ni la bandera oficialitzats els municipis de l'Alcúdia de Crespins i Xàtiva.
L'escut de Canals és un cas especial, ja que, malgrat tindre un escut oficialitzat, mai l'ha fet servir i n'utilitza un diferent.
No tenen bandera oficial els municipis de Estubeny, el Genovés, la Granja de la Costera, Llanera de Ranes, Rotglà i Corberà, Montesa i Vallés.

## Escuts oficials

Escut de Barxeta Aprovat el 14 de juliol de 1992.
Escut de Cerdà Aprovat el 28 de juny de 1992.
Escut d'Estubeny Aprovat el 2 de novembre de 1992.
Escut de la Font de la Figuera Aprovat el 19 de maig de 2015.
Escut del Genovés Aprovat el 3 de novembre de 2003.
Escut de la Granja de la Costera Aprovat el 4 d'abril de 2002.
Escut de Llanera de Ranes Aprovat el 15 de setembre de 2003.
Escut de Llocnou d'en Fenollet Aprovat el 23 de febrer de 1983.
Escut de la Llosa de Ranes Aprovat el 19 de desembre de 2001.
Escut de Moixent Aprovat el 15 d'octubre de 1979.[11] Modificat el 2 de febrer de 1993.
Escut de Montesa Aprovat el 16 de febrer de 2001.
Escut de Novetlè Aprovat el 5 d'abril de 1957.
Escut de Rotglà i Corberà Aprovat el 31 de juliol de 2002.
Escut de Torrella Aprovat el 15 d'octubre de 1982.
Escut de Vallada Aprovat el 12 de desembre de 1963.
Escut de Vallés Aprovat el 28 de febrer de 1995.

## Escuts sense oficialitzar

Escut d'Aiacor(Canals)
Escut de l'Alcúdia de Crespins
Escut de Canals[a]
Escut de la la Torre dels Flares(Canals)
Escut de Xàtiva

Notes
1. ↑  L'escut oficial de Canals fou aprovat el 24 de febrer de 1956,[19] però mai no ha estat usat per l'ajuntament, que n'utilitza un de diferent. Vegeu l'article Escut de Canals.

## Banderes oficials

Bandera de Barxeta Aprovada el 22 de novembre de 1994.
Bandera de Cerdà Aprovada el 4 de març de 2008.
Bandera de la Llosa de Ranes Aprovada el 25 d'abril de 2003.
Bandera de Moixent Aprovada el 31 de maig de 2001.
Bandera de Vallada Aprovada el 26 d'octubre de 2004.

## Banderes sense oficialitzar

Bandera de l'Alcúdia de Crespins
Bandera de Canals
Bandera de Xàtiva